# 洪钧

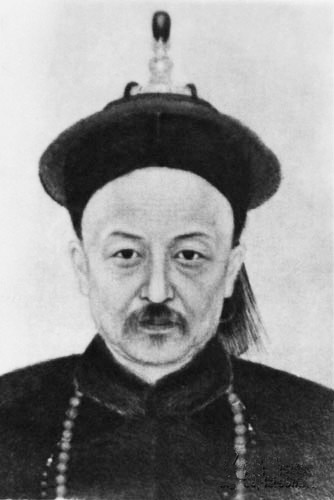

洪钧（1839年—1893年10月2日），字陶士、又字文卿，清朝安徽省徽州府歙县桂林人，寄籍江苏苏州府吴县，是中国外交史上的传奇人物，又是知名元史学者。

## 生平

### 徽商后代考秀才
洪钧属于桂林洪氏孟门五分支祠二十六世。祖父洪立，由歙县桂林迁居苏州。父亲洪坦。道光十九年己亥（1839年），洪钧出生于苏州。三岁熟背三字经、唐诗，母亲潘氏赐字文卿。因家道中落，父亲命洪钧弃儒从商，洪钧跪磕哭求，得以继续求学。咸丰七年丁巳（1857年）十八岁，洪钧哀求父亲，获准参加县试，考中秀才入县学。次年长兄洪忠侃从徽州老家带回族弟经商，此时父亲洪坦已去世。次年，洪忠侃仍要求洪钧从商，怒将书籍投于河中，洪钧下水救书而昏迷，洪忠侃才不再逼洪钧从商，搬往太湖西山包山坞的显庆寺苦读。
咸丰十年（1860年）闰三月庚申之劫，李秀成攻打苏州，洪钧一家避难山东，为生计曾“迫饥驱幕于东诸侯间”，为烟台登莱青道道台、苏州同乡潘霨的门客，东海关文案委员，时年二十一岁。

### 举人
同治三年甲子（1864年）六月，湘军曾国荃克复金陵，十一月补开中断多年的江南乡试，二十五岁的洪钧在相好名妓李蔼如资助下参加江南乡试，考中甲子科举人。。

### 状元
同治七年（1868年）戊辰科殿试，洪钧二十九岁考中状元，授翰林院修撰。
同治九年庚午（1870年）洪钧三十一岁出任湖北学政，上任途中，九至十月途经常州各地，又回祖籍歙县桂林家祠祭祖。同治十三年（1874年）任满回京。光绪元年（1875年）新帝即位，开恩科。洪钧任顺天乡试同考官。
光绪二年丙子（1876年），出任陕西乡试主考官。光绪三年（1877年）参加纂修《穆宗毅皇帝实录》。光绪五年己卯（1879年）七月，出任山东乡试主考。光绪六年庚辰（1880年）洪钧提督江西学政。光绪八年壬午（1882年），苏州悬桥巷新宅建成，十月，洪钧江西学政任期满，回籍省亲。十一月初十日清晨，洪钧携家眷搬入新家，子洪洛与同治十三年状元状元陆润庠之女陆玉珍成婚。
光绪九年（1883年）七月，洪钧四十四岁，升任内阁学士兼礼部侍郎。
1885年，按制回乡守母孝丁忧的洪钧结识了红遍苏州的山塘河花船清倌女、黟县人，赵彩云（后来的赛金花），光绪十二年丙戌（1886年）十月廿六日四十七岁，纳十四岁的赵彩云为妾室。

### 出使
光绪十三年丁亥（1887年）四月，洪钧为母服孝期满，进京报道。五月丁已，上命前内阁学士洪钧接替许景澄充任出使洪钧任德、奥、俄、荷四国特命公使，十一月抵达驻地柏林。十一月二十一日出使俄国，觐见俄皇。次年正月十四日赴奥地利，觐见奥皇，呈递国书。

### 去世
光绪十六年（1890年）七月，洪钧奉召回国，带回一份俄人所绘中俄界图。光绪十七年（1891年），洪钧卸任回国，授总理各国事务衙门大臣。次年，帕米尔中俄争界案起《清史稿·卷四百四十六·列传二百三十三·洪钧传》，洪钧由于不懂俄文，使用了俄製地图，将帕米尔地区许多卡哨画出国界，遭到大理寺少卿延茂等官员的弹劾。地图问题虽然最终并未受到重责，但洪钧精神遭受沉重打击。在悔恨交加中抑郁成疾，于光绪十九年癸已秋八月二十三日（1893年10月2日）病重逝于北京，年仅五十四岁，令光绪皇帝深为痛惜。洪钧墓在宝华山宝华寺后。

## 元史研究
洪钧通经史，在国外利用外文资料对元史进行补充，对元代历史的考证颇为详实，撰有《元史译文证补》三十卷，在中国史学有重要地位 。临终前将初稿交给儿子洪洛保存，将清本托付好友陆润庠和沈曾植二人出版。洪钧改革中国电报字码，使之与国外大致统一，节省了大量费用。

## 书法
洪钧与拙政园和虎丘都有着渊源，为拙政园卅六鸳鸯馆题匾。

## 家庭
- 祖父：洪啟立，光禄大夫，
- 父亲：洪坦，议叙九品，例授登仕郎，累赠光禄大夫
- 妻何氏，生子洪洛
- 妾杨氏，无子
- 妾赵彩云（后来的赛金花，1872—1936），花船清馆女，光绪十二年丙戌（1886年）十月廿六日四十七岁纳妾入门[7][18]。1893年洪钧病逝后护送洪钧棺柩南返苏州途中净身出户，育有女儿德官和一名遗腹子。
- 子洪洛，字肇东，东吴庠廪膳生、工部郎中。娶状元陆润庠之女[26]。父洪钧死后，光绪帝赏戴花翎二品荫生，诰授朝议大夫。三十一岁病故。无子嗣。
- 女儿德官（1890-），出生于驻德国柏林使馆，19岁在苏州去世
- 遗腹子，赛金花生，1894年生，11个月夭折。

- 洪杲（原名洪大楫），洪涛之子，十六岁时由妻子何氏选择为洪洛继子，继承洪洛、洪忠侃的遗产，从悬桥巷洪府搬去俞樾故居曲园。
- 洪泽（字润民，1886-），洪钧堂弟洪忠琛之子，8岁时成为洪钧继子，继承洪钧在苏州的遗产。
- 洪桐（1905—197？），洪泽之子
- 洪传心，洪桐之子，1968年“现行反革命”入狱，1978年平反出狱。

## 延伸阅读
[在维基数据编辑]
 《清史稿·卷446》，出自趙爾巽《清史稿》
 在维基共享资源阅览影像